# Alholm, Frederikssund
Alholm är en ö i Danmark.   Den ligger i Frederikssunds kommun i Region Hovedstaden, i den östra delen av landet, 50 km nordväst om Köpenhamn.